# راسكافرا
راسكافرا (بالإنجليزية: Rascafría)‏ هي بلدية ومدينة في منطقة الحكم الذاتي وتقع في منطقة مدريد في وسط إسبانيا. تبلغ مساحة هذه المدينة 150.27 (كم²)، ويبلغ عدد سكانها 1998 نسمة حسب إحصاء سنة 2009 م.

## أعلام
- رودريجو خيل دي أونتانيون

## وصلات خارجية
- [www.rascafria.org]